# Nueva el Granjeno
Nueva el Granjeno är en ort i Mexiko.   Den ligger i kommunen Tolimán och delstaten Querétaro Arteaga, i den centrala delen av landet, 180 km nordväst om huvudstaden Mexico City. Nueva el Granjeno ligger 1 612 meter över havet och antalet invånare är 202.
Terrängen runt Nueva el Granjeno är huvudsakligen kuperad, men den allra närmaste omgivningen är platt. Nueva el Granjeno ligger nere i en dal. Runt Nueva el Granjeno är det ganska glesbefolkat, med 28 invånare per kvadratkilometer. Närmaste större samhälle är Colón, 18,1 km sydväst om Nueva el Granjeno. Trakten runt Nueva el Granjeno består i huvudsak av gräsmarker.